# Karina Smulders
 (octobre 2018).
Si vous disposez d'ouvrages ou d'articles de référence ou si vous connaissez des sites web de qualité traitant du thème abordé ici, merci de compléter l'article en donnant les références utiles à sa vérifiabilité et en les liant à la section « Notes et références ».
Karina Smulders, née le 4 juin 1980 à  Utrecht, est une actrice néerlandaise.

## Vie privée
Depuis 2015, elle est mariée avec l'acteur Fedja van Huêt, de cette union naît leur fille unique, prénommée Sara Chavah Mies.

## Filmographie
- 2001 : De vriendschap de Nouchka van Brakel : La jeune Anne, Iris[3]
- 2007 : Wolfsbergen de Nanouk Leopold : Eva[4]
- 2008 : Bride Flight de Ben Sombogaart : Ada[5]
- 2011 : Time to Spare de Job Gosschalk : Molly[6]
- 2015 : Terug naar morgen de Lukas Bossuyt : Lena[7]
- 2022 : Ne dis rien